# Lysimachia stellarioides
Lysimachia stellarioides är en viveväxtart som beskrevs av Hand.-mazz. Lysimachia stellarioides ingår i släktet lysingar, och familjen viveväxter. Inga underarter finns listade i Catalogue of Life.